# دالة إيتا لدركليه

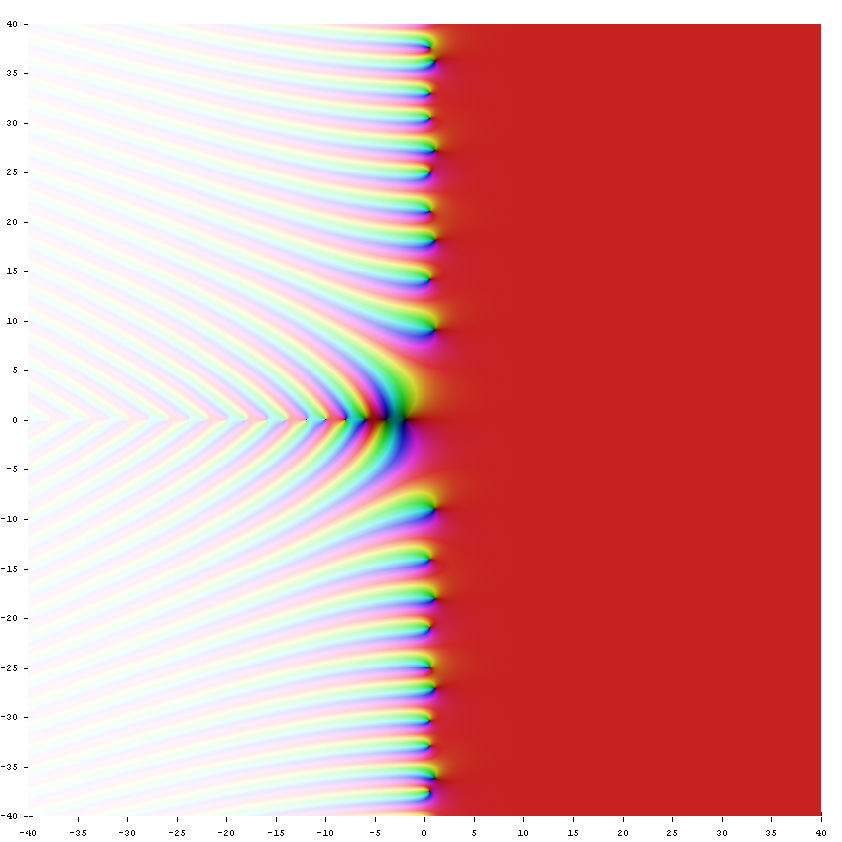
دالة إيتا لدركليه في المستوى العقدي. لون نقطة ما يعطي قيمة الدالة. الألوان القوية تعني قيما قريبة من الصفر وشدة اللون تعطي العمدة.

في الرياضيات وبالتحديد في نظرية الأعداد التحليلية، دالة إيتا لدركليه (بالإنجليزية: Dirichlet eta function)‏ معرفةً بمتسلسلة دركليه التالية، والتي تتقارب بالنسبة لأي عدد عقدي جزؤه الحقيقي أكبر قطعا من الصفر :
{\displaystyle \eta (s)=\sum _{n=1}^{\infty }{(-1)^{n-1} \over n^{s}}={\frac {1}{1^{s}}}-{\frac {1}{2^{s}}}+{\frac {1}{3^{s}}}-{\frac {1}{4^{s}}}+\cdots }
دالة إيتا لدركليه تشبه دالة زيتا لريمان (ζ(s، من حيث الحدود اللائي يتم جمعن إلا أن إشارة هؤلاء الحدود تتناوب (مرة موجبة ومرة سالبة) في دالة إيتا بينما تبقى موجبة دائما بالنسبة إلى دالة زيتا لريمان. لهذا السبب، تدعى دالة إيتا لدركليه دالة زيتا المتناوبة. ويُرمز إليها أيضا ب (ζ*(s. العلاقة البسيطة أدناه صحيحة:
{\displaystyle \eta (s)=\left(1-2^{1-s}\right)\zeta (s)}

## قيم خاصة
انظر إلى متسلسلة غراندي.

## الاشتقاقات
{\displaystyle \eta '(s)=\sum _{n=1}^{\infty }{\frac {(-1)^{n}\ln n}{n^{s}}}=2^{1-s}\ln 2\zeta (s)+(1-2^{1-s})\zeta '(s)}.
{\displaystyle \eta '(1)=\ln(2)\gamma -\ln(2)^{2}/2}